# Víktor Sarianidi
Víktor Ivánovich Sarianidi o Victor Sarigiannides (en ruso: Виктор Иванович Сарианиди; en griego: Βίκτωρ Σαρηγιαννίδης; Tashkent, 23 de septiembre de 1929-23 de diciembre de 2013) fue un arqueólogo soviético de ascendencia griega póntica.
Enviado por el Instituto de Arqueología de Moscú al desierto de Karakum, descubrió en 1976 los yacimientos arqueológicos datados en la Edad de Bronce de Gonur Tepe, Togolok I y Togolok 21, en la cuenca del río Murgab, cerca de Merv (Turkmenistán). Posteriormente, dichos yacimientos han llegado a conocerse como Complejo arqueológico Bactria-Margiana. En 1978 descubrió seis tumbas en Tillya Tepe datadas en el siglo I a. C., en cuyo interior se encontró un valioso ajuar funerario con gran cantidad de oro, el llamado Oro Bactriano.